# Tipula curvistylus
Tipula curvistylus är en tvåvingeart som beskrevs av Eiroa 1990. Tipula curvistylus ingår i släktet Tipula och familjen storharkrankar. Inga underarter finns listade i Catalogue of Life.